# Sidi Ould Mohammed Fal
Sidi Ould Mohammed Fal fou emir de Trarza en oposició a Ahmed Salum II Ould Ali. Fou pretendent del 1898 al 1902, agafant el títol d'emir el desembre del 1902, abdicant-lo l'estiu del 1903 però recuperant-lo el març de 1904; el va abdicar només per dos dies l'abril de 1905.
La branca derivada de Mohammed Fal Ould Sidi, considerada branca major o vella, estava representada aleshores per Sidi i Ahmed Ould Deïd, els dos fills de Mohammed Fal, que tenien només 15 i 14 anys el 1895, i per això eren poc perillosos. L'emir Ahmed Salum II va poder regnar en pau fins al 1898, quan Sidi, amb 18 anys, va començar l'agitació, a la qual cosa no eren alienes les intrigues del visir Khayaroum Ould Mokhtar. L'emir va destituir el visir, però en lloc de millorar la situació es va guanyar un enemic declarat i el visir es va passar al camp de Sidi amb tota la seva gent. Això va contribuir a la seva pèrdua gradual de popularitat que s'havia iniciat quan es va casar amb Fatma Ment Sidi Ali, germana de l'emir de Brakna Ahmeddou II i la seva primera esposa Miriam, filla de Brahim Khalil dels Oulad Ahmed ben Daman, es va retirar al campament de la seva família; això el va privar del suport d'aquesta fracció que va començar a donar suport a Sidi. Finalment els assassinats de l'oncle matern de Sidi, Ahmed Bouna, i del germà del pretendent, Ahmed ould Deïd, ordenats per l'emir el 1898 i executats pel seu jove cosí Ahmed Salum Ould Brahim Ould Mohammed Al-Habib (després Ahmed Salum III) que reclamava la venjança per l'assassinat del seu pare per Ali Diambot, li va alienar les darreres simpaties.
A partir del 1899 la lluita es va desenvolupar entre Ahmed Salum III i Sidi Ould Mohammed que tenia el suport quasi total dels Oulad Ahmed ben Daman i dels Oulad Daman. Sidi es va establir a Dagana al riu Senegal i va lliurar escaramusses el 1900 i 1901. El novembre de 1901 va aconseguir reunir als seus partidaris, a les forces de Khayaroum, i a les dels Oulad Daman, manades per Mohammed, fill d'Ahmed Bouna, i va sorprendre el campament de l'emir i el va destruir en part. Sidi Diao, germà d'Ahmed Salum II va morir en aquesta acció; el mateix emir fou derrotat pocs dies després i va recular fins a Ndiago, mentre Sidi li tancava l'accés a Trarza establint-se al marigot dels Maringouins.
Aquestes lluites deixaven el tractat de comerç sense possible aplicació. França va decidir donar suport a l'emir oficial, Ahmed Salum II, amic i signatari dels tractats. Yamar Mbodj, brak del Waalo, va travessar el riu amb els seus contingents wòlofs, es va reunir amb Ahmed Salum II i va derrotar les forces de Sidi, rebutjant-lo cap a territori de l'emirat de Brakna (gener de 1902). L'emir no va saber aprofitar l'oportunitat i el febrer fou altre cop sorprès a Khêo i va haver de fugir altre cop, deixant el seu campament en mans dels enemics. França va enviar un destacament al llac Reqiz (llac Cayar) a Souet el-Ma; el maig de 1902 es va intentar una reconciliació que va fracassar. Llavors els francesos van optar per una acció més decidida; els territoris de Mauritània foren segregats de la colònia del Senegal i posat sota l'autoritat especial d'un Comissari del Govern general (estiu de 1902). Xavier Coppolani fou el primer comissari.
Amb contingents del Waalo i dels gandiolesos (de Gandiol) i va establir al riu les posicions de Ndiago, Biak o Biakh, i Souet el-Ma per prendre el primer contacte amb les tribus; els Oulad Bou Sba de la riba esquerra i després les tribus marabútiques van respondre a la crida del comissari. Coppolani va convidar a l'emir a reunir als seus partidaris a Garak; el desembre de 1902 l'emir ho va intentar però una bona part dels Oulad Ahmed ben Daman i gairebé tots els Oulad Daman, no hi eren, ja que afavorien a Sidi i no van tardar a proclamar a Sidi Ould Mohammed Fal com a emir. Cheik Sidïa els va calmar però a Dagana Coppolani ja estava intentant l'abdicació de l'emir. Aquest va establir els seus campaments a Khéo i a Garak al darrere de les posicions franceses, i es va dedicar a esperar igual que feien els partidaris de Sidi més al nord.
Coppolani es va entendre amb les tribus marabútiques; va rebre delegacions dels Oulad Diman, dels Tendgha i dels Tadjakant. Va sortir el 15 de desembre de 1902 de Souet el-Ma i va avançar progressivament a l'interior on va establir les posicions franceses de Khroufa i Nouakchot (gener i febrer de 1903). Va treballar per reunir als caps guerrers trarzes i va prendre a sou com a caps dels irregulars a Khayaroum, Othman ould Brahim Khalil i Bou Bakar Ciré, que dirigien la major part dels guerrers Oulad Ahmed ben Daman. Coppolani va embarcar el febrer de 1903 a Nouakchot i va tornar per mar a Saint Louis del Senegal.
La intervenció francesa va provocar un acostament dels dos rivals. Ahmed Salum III es va traslladar al nord, al Tell, als terrenys dels Oùlad Bou Sba, i es va mostrar conciliador. Sidi per la seva part va renunciar al títol d'emir momentàniament; les dues parts enfrontades van començar negociacions; van arribar a planejar junts un atac a la posició francesa de Nouakchot (novembre de 1903), però van advertir a Khayaroum, al que volien al seu costat, i li van demanar evacuar el lloc uns dies durant l'atac, però el ex visir va avisar els francesos, i l'atac per sorpresa fou impossible.
Coppolani, que després d'una estada a França, ja havia tornar, va intentar separar Ahmed Saloum II i Sidi i va optar per aquest darrer que semblava tenir més partidaris i a més els seus Oulad Daman eren aliats de Cheikh Sidïa en les seves lluites contra els Dieïdiba i els Oulad Bou Sba, mentre que Ahmed Salum tenia el suport religiós de Saad Bouh i els Fadelïa. En aquest moment (inicis del 1904) Ahmed Salum II estava retirat a les terres dels Oulad Bou Sba, enemics irreductibles del Cheikh Sidïa, el principal cap marabut del país. Sidi, aconsellat per Cheikh Sidïa va abandonar la cooperació amb Ahmed Salum i es va declarar el 13 de març de 1904 a favor dels francesos, agafant altre cop el títol d'emir i l'estiu del 1904 se'n va anar a Saint Louis. Mentre els francesos havien conquerit de fet els emirats de Brakna i de Tagant, però Sidi encara no era conscient del canvi en la relació de forces que suposava la intervenció francesa i pretenia imposar condicions de sobirà independent quan la sort dels emirats ja estava decidida pels francesos. No hi va haver acord i a final d'any Sidi va retornar al seu campament i va reprendre converses amb Ahmad Salum II.
Durant el 1904 no hi va haver combats a Trarza i la tasca dels francesos va consistir a protegir a les tribus zouaïa (marabútiques) que no es podien defensar contra les ràtzies dels guerres; en aquesta tasca es van lliurar dos combats el 12 de març a Taguihilet i el 13 març prop de Souet el-Ma; entre el 17 i el 31 de març el capità Frèrejean va dispersar bandes de trarzes de l'emir i dels Oulad Bou Sba de Sidi Abdallah ould Bou Alïa Kahla i va destruir els seus campaments foragitant-los cap al nord i l'est; i un combat lliurat contra 200 guerrers dels Oulad Bou Sba al nord de Souet el-Ma. En aquest any es va fundar a la primavera la posició militar de Bou Tilimit, que va esdevenir després la capital de la residència de Trarza Oriental, sent Biakh la capital de la residència de Trarza Occidental.
El gener de 1905 Ahmed Salum i Sidi van arribar a un acord. Com a demostració van fer un atac conjunt a la posició de Khroufa, que de fet havia estat abandonada pels francesos que s'havien traslladat a Nouakchot per assegurar el control de les bandes fidels de Khayaroum i d'Othman al sud i el camí de la Chemama, i per assegurar al nord la protecció de la missió ictiològica de Grave. La unió dels dos caps va portar el suport dels Oulad Bou Sba del nord que oferien refugi als guerrers després de les ràtzies. Els francesos per la seva banda asseguraven el terreny ocupat i protegien les tribus Zouaïa que els servien d'informadors.
Ahmed Salum i Sidi s' adonaven de la seva situació i un es volia desfer de l'altra per presentar-se als francesos com únic emir. El gener de 1905 els telàmides (seguidors fanàtics) de Cheikh Sidïa dels Oulad Biri foren derrotats pels Oulad Bou Sba, que també van saquejar els campaments del Ida Ou Ali i dels Ida Bel-Hassen (12 de febrer) i dels Id Ag Chella (15 de febrer); poc després d'això l'emir Ahmed Salum va enviar missatges a Cheikh Sidïa per demanat la seva mediació amb els francesos per obtenir la pau. El 13 d'abril de 1905 Ahmed es va presentar a Bou Tilimit, on era Coppolani, per fer submissió personal i anunciar la dels seus; al tornar al seu campament fou assassinat cinc dies després el 18 d'abril de 1905 als pous de Nouakel, a tres dies de marxa al nord de Bou Tilimit; els assassins foren Ahmed ould Deïd (germà de Sidi) i Samba ould Ahmed ould Sidi Mbaïrika (cosí germà de Sidi); els assassins van anar a demanar hospitalitat a Amar Ould Ali, germà de l'emir que no sabia encara de la seva mort i a la nit també el van assassinar, mentre dormia, disparant-li un tret i fugint tot seguit. Coppolani no va poder reaccionar doncs fou assassinat també a Tidjika el 12 de maig de 1905.
Sidi Ould Mohammed Fal no va ordenar l'assassinat per la política profrancesa d'Ahmed Salum II, sinó per la venjança de sang, ja que Ahmed havia matat vint anys abans al seu pare Mohammed Fal, i per motius personals, ja que la iniciativa d'Ahmed el relegava. L'endemà mateix de la mort de l'emir, Sidi, ara emir únic, va iniciar converses secretes amb els francesos a Bou Tilimit (per mitjà de Cheikh Sidïa) per ser reconegut com a únic emir. Sidi Oul Mohammed Fal va condemnar l'acció del seu germà Ahmed Ould Deïd i va abdicar el càrrec als peus de Cheikh Sidïa, però fou un muntatge, ja que al cap de dos dies els Oulad Daman li van demanar revocar la seva decisió i va tornar a agafar el títol. La família d'Ahmed Salum II es va refugiar al campament de Saad Bou i va demanar protecció a França que va acceptar protegir els hereus a canvi del suport dels seus partidaris a França.
La successió política d'Ahmed Salum II fou reclamada immediatament pel jove Ahmed Salum III Ould Brahim Ould Mohammed Al-Habib, cosí germà de l'emir assassinat i cosí de cinquè grau de Sidi. Sentint la seva vida amenaçada es va refugiar amb les fraccions dels Oulad Beniouk i Oulad Zomboti que li eren fidels, just a temps doncs ja les bandes d'Ahmed Ould Deïd venien a buscar-lo; les forces de Ould Deïd i dels Beniouk i Zomboti es van enfrontar al marigot de Teniader, prop de Garak (maig de 1905). Els haratins (els negres dels oasis) d'Ahmed Saloum II, que havien estat reclutat de manera forçada per Ould Deïd, es van passar al camp d'Ahmed Salum III mercès al qual aquest va obtenir la victòria i va fer fugir a Ould Deïd. Però Ahmed Salum III va anar immediatament a fer submissió al francesos a la seva posició de Biakh (maig de 1905) 